# Viola oahuensis
Viola oahuensis är en violväxtart som beskrevs av Charles Noyes Forbes. Viola oahuensis ingår i släktet violer, och familjen violväxter. Inga underarter finns listade i Catalogue of Life.